# Полумарафон Усти-над-Лабема
Полумарафон Усти-над-Лабема — международный полумарафон, который проводится в Усти-над-Лабеме, Чехия. С 2013 года по критерию IAAF имеет серебряный статус. Проводится с 2011 года. Традиционно проходит в сентябре.
В 2013 году стартовый взнос составлял 35 евро. Всем участникам забега на финише вручалась памятная медаль.
Полумарафон 2014 года прошёл 14 сентября. На протяжении всей дистанции шёл дождь.

## Победители
Рекорд трассы
| Год  | Победитель у мужчин  | Время (ч:м.с) | Победитель у женщин     | Время (ч:м.с) |
| ---- | -------------------- | ------------- | ----------------------- | ------------- |
| 2011 | Филимон Лимо (KEN)   | 1:00.57       | Агнес Кипроп (KEN)      | 1:09.12       |
| 2012 | Хенри Киплагат (KEN) | 1:01.26       | Бетелхем Могес (ETH)    | 1:11.51       |
| 2013 | Филимон Лимо (KEN)   | 1:00.38       | Джозефина Чепкоэч (KEN) | 1:09.08       |
| 2014 | Адугна Такеле (ETH)  | 1ː00.45       | Коррети Джепкоэч (KEN)  | 1ː09.35       |
| 2015 | Мерхави Кесете (ERI) | 1ː00.58       | Перис Джепчирчир (KEN)  | 1ː07.17       |